# 巴拉尼艾恩
巴拉尼艾恩（西班牙語：Barañáin）是西班牙纳瓦拉的一个市镇。总面积1平方公里，总人口21021人（2001年），人口密度21021人/平方公里。